# Microdajus pectinatus
Microdajus pectinatus is een kreeftachtigensoort uit de familie van de Microdajidae. De wetenschappelijke naam van de soort is voor het eerst geldig gepubliceerd in 1988 door Boxshall, Huys & Lincoln.